# A True Detective – A törvény nevében epizódjainak listája
Ez a cikk a True Detective – A törvény nevében című sorozat epizódjait listázza.

## Évados áttekintés
| Évad | Évad | Részek száma | Részek száma | Eredeti sugárzás | Eredeti sugárzás   | Eredeti adó      | Magyar sugárzás     | Magyar sugárzás   | Magyar adó |
| Évad | Évad | Részek száma | Részek száma | Évadbemutató     | Évadzáró           | Eredeti adó      | Évadbemutató        | Évadzáró          | Magyar adó |
| ---- | ---- | ------------ | ------------ | ---------------- | ------------------ | ---------------- | ------------------- | ----------------- | ---------- |
|      | 1.   | 8            | 8            | 2014. január 12. | 2014. március 9.   |                  | 2014. január 13.    | 2014. március 10. |            |
|      | 2.   | 8            | 8            | 2015. június 21. | 2015. augusztus 9. | 2015. június 22. | 2015. augusztus 10. |                   |            |
|      | 3.   | 8            | 8            | 2019. január 13. | 2019. február 24.  | 2019. január 14. | 2019. február 25.   |                   |            |
|      | 4.   | 6            | 6            | 2024. január 14. | 2024. február 18.  | 2024. január 15. | 2024. február 19.   |                   |            |

### 1. évad (2014)
| Sor. | Év. | Cím                         | Rendező            | Író            | Premier                             | Nézettség   |
| ---- | --- | --------------------------- | ------------------ | -------------- | ----------------------------------- | ----------- |
| 1.   | 1.  | The Long Bright Dark        | Cary Joji Fukunaga | Nic Pizzolatto | 2014. január 12. 2014. január 13.   | 2,33 millió |
| 2.   | 2.  | Seeing Things               | Cary Joji Fukunaga | Nic Pizzolatto | 2014. január 19. 2014. január 20.   | 1,67 millió |
| 3.   | 3.  | The Locked Room             | Cary Joji Fukunaga | Nic Pizzolatto | 2014. január 26. 2014. január 27.   | 1,93 millió |
| 4.   | 4.  | Who Goes There              | Cary Joji Fukunaga | Nic Pizzolatto | 2014. február 9. 2014. február 10.  | 1,99 millió |
| 5.   | 5.  | The Secret Fate of All Life | Cary Joji Fukunaga | Nic Pizzolatto | 2014. február 16. 2014. február 17. | 2,25 millió |
| 6.   | 6.  | Haunted Houses              | Cary Joji Fukunaga | Nic Pizzolatto | 2014. február 23. 2014. február 24. | 2,64 millió |
| 7.   | 7.  | After You've Gone           | Cary Joji Fukunaga | Nic Pizzolatto | 2014. március 2. 2014. március 3.   | 2,34 millió |
| 8.   | 8.  | Form and Void               | Cary Joji Fukunaga | Nic Pizzolatto | 2014. március 9. 2014. március 10.  | 3,52 millió |

### 2. évad (2015)
| Sor. | Év. | Cím                          | Rendező          | Író                            | Premier                                | Nézettség   |
| ---- | --- | ---------------------------- | ---------------- | ------------------------------ | -------------------------------------- | ----------- |
| 9.   | 1.  | The Western Book of the Dead | Justin Lin       | Nic Pizzolatto                 | 2015. június 21. 2015. június 22.      | 3,17 millió |
| 10.  | 2.  | Night Finds You              | Justin Lin       | Nic Pizzolatto                 | 2015. június 28. 2015. június 29.      | 3,05 millió |
| 11.  | 3.  | Maybe Tomorrow               | Janus Metz       | Nic Pizzolatto                 | 2015. július 5. 2015. július 6.        | 2,62 millió |
| 12.  | 4.  | Down Will Come               | Jeremy Podeswa   | Nic Pizzolatto és Scott Lasser | 2015. július 12. 2015. július 13.      | 2,36 millió |
| 13.  | 5.  | Other Lives                  | John Crowley     | Nic Pizzolatto                 | 2015. július 19. 2015. július 20.      | 2,42 millió |
| 14.  | 6.  | Church in Ruins              | Miguel Sapochnik | Nic Pizzolatto és Scott Lasser | 2015. július 26. 2015. július 27.      | 2,34 millió |
| 15.  | 7.  | Black Maps and Motel Rooms   | Daniel Attias    | Nic Pizzolatto                 | 2015. augusztus 2. 2015. augusztus 3.  | 2,18 millió |
| 16.  | 8.  | Omega Station                | John Crowley     | Nic Pizzolatto                 | 2015. augusztus 9. 2015. augusztus 10. | 2,73 millió |

### 3. évad (2019)
| Sor. | Év. | Cím                             | Rendező         | Író                            | Premier                             | Nézettség   |
| ---- | --- | ------------------------------- | --------------- | ------------------------------ | ----------------------------------- | ----------- |
| 17.  | 1.  | The Great War and Modern Memory | Jeremy Saulnier | Nic Pizzolatto                 | 2019. január 13. 2019. január 14.   | 1,44 millió |
| 18.  | 2.  | Kiss Tomorrow Goodbye           | Jeremy Saulnier | Nic Pizzolatto                 | 2019. január 13. 2019. január 14.   | 1,19 millió |
| 19.  | 3.  | The Big Never                   | Daniel Sackheim | Nic Pizzolatto                 | 2019. január 20. 2019. január 21.   | 1,06 millió |
| 20.  | 4.  | The Hour and the Day            | Nic Pizzolatto  | Nic Pizzolatto és David Milch  | 2019. január 27. 2019. január 28.   | 1,45 millió |
| 21.  | 5.  | If You Have Ghosts              | Nic Pizzolatto  | Nic Pizzolatto                 | 2019. február 3. 2019. február 4.   | 0,88 millió |
| 22.  | 6.  | Hunters in the Dark             | Daniel Sackheim | Graham Gordy és Nic Pizzolatto | 2019. február 10. 2019. február 11. | 1,25 millió |
| 23.  | 7.  | The Final Country               | Daniel Sackheim | Nic Pizzolatto                 | 2019. február 17. 2019. február 18. | 1,32 millió |
| 24.  | 8.  | Now Am Found                    | Daniel Sackheim | Nic Pizzolatto                 | 2019. február 24. 2019. február 25. | 1,38 millió |

### 4. évad (2024)
| Sor. | Év. | Cím    | Rendező    | Író                                                             | Premier                             | Nézettség   |
| ---- | --- | ------ | ---------- | --------------------------------------------------------------- | ----------------------------------- | ----------- |
| 25.  | 1.  | Part 1 | Issa López | Issa López                                                      | 2024. január 14. 2024. január 15.   | 0,57 millió |
| 26.  | 2.  | Part 2 | Issa López | Issa López                                                      | 2024. január 21. 2024. január 22.   | 0,68 millió |
| 27.  | 3.  | Part 3 | Issa López | Történet: Issa López Tévéjáték: Issa López és Alan Page Arriaga | 2024. január 28. 2024. január 29.   | 0,60 millió |
| 28.  | 4.  | Part 4 | Issa López | Namsi Khan, Chris Mundy és Issa López                           | 2024. február 4. 2024. február 5.   | 0,72 millió |
| 29.  | 5.  | Part 5 | Issa López | Katrina Albright, Wenonah Wilms, Chris Mundy és Issa López      | 2024. február 11. 2024. február 12. | 0,37 millió |
| 30.  | 6.  | Part 6 | Issa López | Issa López                                                      | 2024. február 18. 2024. február 19. | 0,98 millió |